# Réseau Express Régional
Réseau Express Régional (forkortet RER) er et trafiksystem bestående af hurtige togforbindelser, som forbinder Paris' centrum med byens indre forstæder (linje C og D også ydre forstæder).
Det drives i et samarbejde mellem SNCF (de franske statsbaner) og RATP (som driver Paris' metro og bybusser). Med fem linjer (A, B, C, D og E) omfatter nettet 587 km spor, der forbinder 256 stoppesteder. 33 af stationerne ligger i selve Paris, som regel i sammenhæng med metro- eller SNCF-stationer.
| Linje       | År for ibrugtagning | Antal stationer (2006) | Længde i km (2006) | Operatør(er) | Antal tog/dag (2006) | Antal passagerer/dag (2006) | Materiel ibrug (2012)               |
| ----------- | ------------------- | ---------------------- | ------------------ | ------------ | -------------------- | --------------------------- | ----------------------------------- |
| (RER) · (A) | 1969                | 46                     | 108                | RATP / SNCF  | 580                  | 1.000.000                   | MS 61 - MI 84 - MI 2N - MI 09       |
| (RER) · (B) | 1977                | 47                     | 80                 | RATP / SNCF  | 540                  | 600.000                     | MI 79 - MI 84                       |
| (RER) · (C) | 1979                | 84                     | 187                | SNCF         | 570                  | 455.000                     | Z 5600 - Z 8800 - Z 20500 - Z 20900 |
| (RER) · (D) | 1987                | 59                     | 197                | SNCF         | 440                  | 550.000                     | Z 20500, Z 5300, Z 5600             |
| (RER) · (E) | 1999                | 21                     | 56                 | SNCF         | 430                  | 210.000                     | Z 22500                             |

RER-systemet rækker op til 50 km. fra Paris' centrum.